# Cherkasy (huyện)
Huyện Cherkasy (tiếng Ukraina: Черкаський район, chuyển tự: Cherkasys'kyi raion) là một huyện của tỉnh Cherkasy thuộc Ukraina. Huyện Cherkasy có diện tích 1609 km², dân số theo điều tra dân số ngày 5 tháng 12 năm 2001 là 79061 người với mật độ 49 người/km2. Trung tâm huyện nằm ở Cherkasy.